# Les Libertines
Pour plus de détails, voir Fiche technique et Distribution.
Les Libertines est un film policier érotique hispano-italo-français réalisé par Pierre Chenal et sorti en 1970.

## Fiche technique
Sauf indication contraire, les informations mentionnées dans cette section peuvent être confirmées par la base de données cinématographiques Unifrance,  présente dans la section « Liens externes ».
- Titre original français : Les Libertines ou Les Belles au bois dormant[1] ou Les Belles au bois dormantes[2]
- Titre italien : L'intreccio[2]
- Titre espagnol : Las bellas ou Las bellas del bosque
- Réalisateur : Pierre Chenal (sous le nom de « Dave Young »)
- Scénario : Antoine Tudal, André Cerf, Pierre Chenal
- Photographie : Juan Gelpí
- Montage : Madeleine Bibollet
- Musique : Armand Seggian
- Décors : Juan Alberto Soler
- Maquillage : Hipólita López
- Production : Raymond Danon, Roland Girard, Jean Bolvary, Franco Clementi, Alfonso Balcázar
- Société de production : Lira Films (Tunis) • Ascot Cineraid (Rome) • Balcázar Producciones Cinematográficas (Barcelone)
- Société de distribution : Les Films Fernand Rivers (France)
- Pays de production :  France •  Italie •  Espagne
- Langue de tournage : français
- Format : Couleur par Eastmancolor - 1,37:1 - Son mono - 35 mm
- Durée : 85 minutes
- Genre : Film policier érotique[1]
- Dates de sortie :
  - Italie : 28 mars 1970
  - France : 6 mai 1970[1]
  - Espagne : 17 juin 1974

## Distribution
- Marisa Mell : Isabelle
- Robert Hossein : Serge Belaïeff
- Ettore Manni : Le docteur Henri Delmas
- Robert Dalban : Mario
- Alberto Dalbes (sous le nom d'« Albert Dalbes ») : Philippe
- Albert Minski : Lucas
- Ellen Bahl : Irène
- Krista Nell (sous le nom de « Christa Nell ») : Christine
- Sabine Sun : Judith
- Manuel de Blas : Jean-Marie